# Corvospongilla sodenia
Corvospongilla sodenia är en svampdjursart som beskrevs av Brien 1969. Corvospongilla sodenia ingår i släktet Corvospongilla och familjen Spongillidae. Inga underarter finns listade i Catalogue of Life.